# Twlc y Filiast

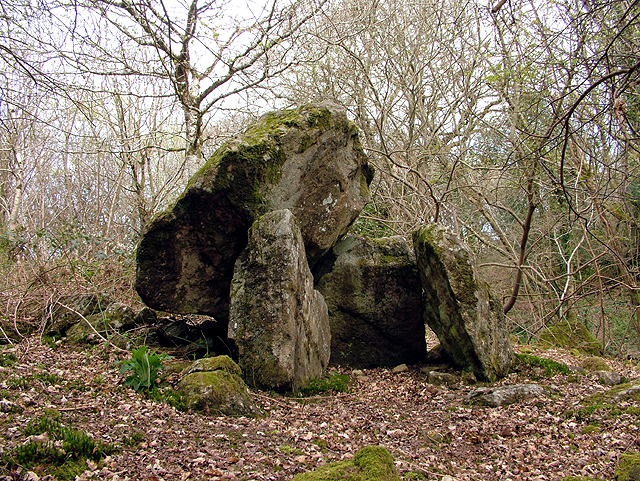
Twlc y Filiast, vor 2006

Twlc y Filiast (deutsch „Schweinestall des Windhundes“ – auch Arthur’s Table, Bwrdd Arthur, Ebenezer oder Twlc Filiast genannt) liegt am Ufer eines kleinen Baches im Weiler Llangynog bei St Clears in Carmarthenshire in Wales.
Drei kleine U-förmig aufgestellte Tragsteine befinden sich etwa in situ und ein abgewälzter Deckstein steht fast senkrecht daneben.
Die erste Klassifizierung der etwa 125 erhaltenen, von einst 220 Cotswold-Severn Tombs wurde von John Thurnam (1810–1873) im Jahr 1869 vorgenommen. Er unterschied Megalithanlagen mit einfachen kastenartigen Kammern am Ende des Langhügels, solche mit unterteilten Kammern (englisch transepted chambers) und solche mit Mehrfachkammern, die von den Hügelseiten zugänglich sind. Twlc y Filiast kann, wie Gwal y Filiast, der Rest eines Cotswold Severn Tombs des einfachen Typs sein.
Twlc y Filias ist ein Scheduled Monument.